# Bill Forsyth
Pour les articles homonymes, voir Bill Forsyth (diplomate) et Forsyth.
William David Forsyth, dit Bill Forsyth, est un réalisateur, scénariste et producteur écossais né le 29 juillet 1946 à Glasgow (Royaume-Uni).

## Filmographie

### Comme réalisateur
- 1980 : That Sinking Feeling
- 1981 : Une fille pour Gregory (Gregory's Girl)
- 1981 : Andrina
- 1983 : Local Hero
- 1984 : Joie et Réconfort (Comfort and Joy)
- 1987 : Housekeeping
- 1989 : Breaking In
- 1993 : Les Mille et Une Vies d'Hector (Le Secret du bonheur au Canada, titre original:Being Human)
- 1999 : Gregory's Two Girls

### Comme scénariste
- 1980 : That Sinking Feeling
- 1981 : Une fille pour Gregory (Gregory's Girl)
- 1981 : Andrina
- 1983 : Local Hero
- 1984 : Joie et Réconfort (Comfort and Joy)
- 1987 : Housekeeping
- 1993 : Les Mille et Une Vies d'Hector (Being Human)
- 1999 : Gregory's Two Girls

### Comme producteur
- 1980 : That Sinking Feeling